# Egyéni vadászat
A vadászat egyéni vadászat és társas vadászat formájában történhet. A vadászati törvény felhatalmazása alapján az egyes vadfajok vadászatának formáját a vadgazdálkodásért felelős miniszter rendeletben állapítja meg. A Vhr. 69. § (1) szerint egyéni vadászatnak minősül:
a) a cserkelés,
b) a les,
c) a barkácsolás, és
d) a vízi járműből történő vadászat,
e) az egyéni apróvadvadászat,
f) a solymászat.